# Glycaspis brunneincincta
Glycaspis brunneincincta är en insektsart som beskrevs av Moore 1970. Glycaspis brunneincincta ingår i släktet Glycaspis och familjen rundbladloppor. Inga underarter finns listade i Catalogue of Life.